# 東京市街高架鉄道
東京市街高架鉄道（とうきょうしがいこうかてつどう）とは、工部省鉄道局から逓信省鉄道局が計画、建設した日本鉄道上野駅から日本最初の鉄道駅である初代新橋駅を結ぶための高架鉄道及び中央停車場（現在の東京駅を指す）の設置計画。
現在の東北本線・東海道本線の上野駅と新橋駅の区間、および東京駅を含む。上野駅と新橋駅の間は住宅が密集しており、東京駅から新橋駅までは1910年9月に開業し、東京駅から上野駅までは1925年に開業した。高架化にあたっては、レンガ造りのアーチが採用され現在も使用されている。

## 概要
東京の鉄道網計画は、イギリス人技術者であるリチャード・ボイルの報告書（1876年）が発端となっている。日本鉄道は1883年に上野駅と熊谷駅の区間を開業した。その後、東京の西からのターミナル駅であった新橋駅と上野駅を接続させるとともに、東京の中心駅となる中央停車場（現在の東京駅）を建設する計画が立案された。当時、新橋駅と上野駅の間は住宅が密集しており馬車鉄道（東京馬車鉄道）が敷設されていたが、蒸気機関車による運行は反発が強く困難であり、さらにそれと並行して東京市の中心となる中央駅の設置が検討されてきた。
1884年に内務省が主管となり市区改正意見書をまとめ、市区改正委員会を設置し、1889年3月に市区改正委員会は最終報告である「市区改正設計案」を内務大臣に提出した。これは、(1)上野～新橋間の接続、（2）高架橋による建設、(3）中央停車場を設ける、ということが示された。翌年には市区改正事業 正式に認可され、内務省が主導的に検討を進める事業体制が整った。日本鉄道は上野駅と秋葉原駅の間に平面鉄道を建設していたが、住民などから反発があり、日本鉄道は、当時九州鉄道の技術顧問として来日していたドイツ人技術者ヘルマン・ルムシュッテルを招聘して計画を策定させた。
当時、逓信省の技術者である仙石貢を日本人技術者として計画策定にあたらせたが、仙石が多忙であることから広川広四郎を指名し計画策定にあたらせた。広川広四郎は工部大学校を主席で卒業した優秀な技師であったとされる。
しかしながら、ヘルマン・ルムシュッテルと広川らの当初の計画は成案を見ることがなく、1897年にルムシュッテルの案を基本とし、 日本鉄道から再度事業が申請され予算化された。官側の設計は進んでいなかったため、翌年にドイツ人技術者フランツ・バルツァーが来日し、日本人鉄道技術者とともに高架橋の具体的な設計を取りまとめた。
ルムシュッテルの案は、ドイツのベルリンの市街地のレンガ造りのアーチ橋を基本とした高架橋として、その設計を基本に市街高架鉄道が建設された。また中央停車場はベルリン市のフランクフルト駅（現在のベルリン東駅）の頭端式ターミナルと、ベルリン市街地縦貫鉄道（現在のSバーン）の構造を組み合わせた構造として、現在の東京駅の線路配置の基本となった。

### 鉄道技師広川広四郎の急死
広川広四郎は東京市街高架鉄道と中央停車場の計画に携わっていたが、1896年に計画作業従事中に突如倒れ急死した。広川広四郎を記念して、出身地の新潟県長岡市飯塚に記念碑が建てられ、その蔵書は中山秀三郎が友人代表として工部大学校の後継である東京帝国大学図書館に寄贈された。